# Reg Thomas (Leichtathlet)

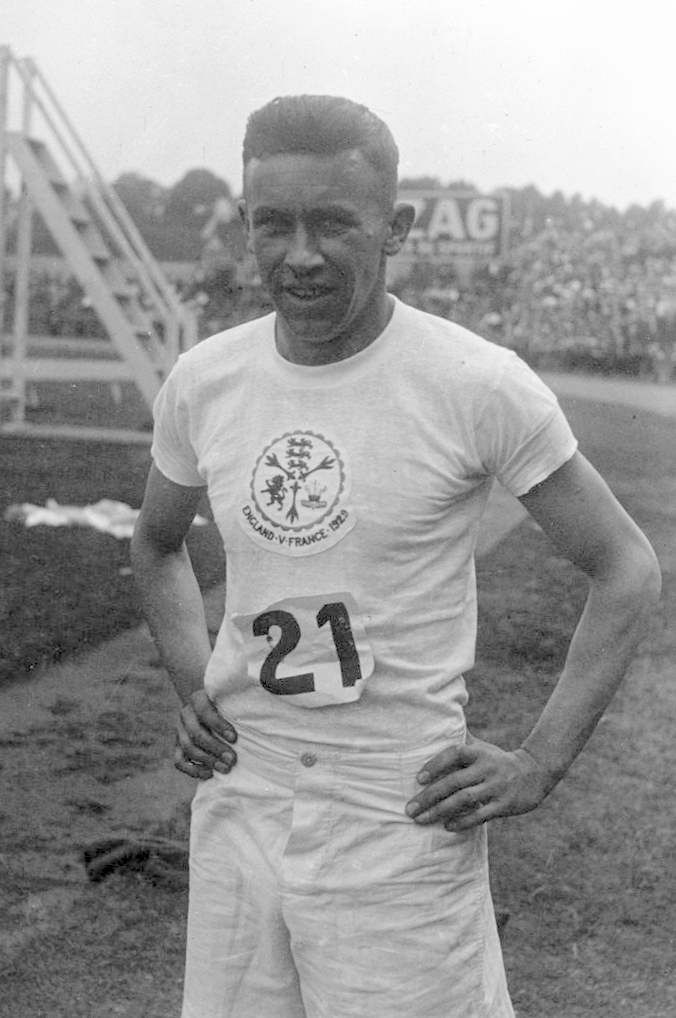
Reginald Thomas, 1929

Reg Thomas (eigentlich Reginald Heber Thomas; * 11. Januar 1907 in Pembroke, Pembrokeshire; † 14. März 1946 in Chalford) war ein britischer Mittelstreckenläufer.
1928 schied er bei den Olympischen Spielen in Amsterdam über 1500 m im Vorlauf aus. Bei den British Empire Games 1930 in Hamilton gewann er Gold im Meilenlauf und Silber über 880 Yards. Er startete für England, da Wales kein Leichtathletik-Team entsandte.
1932 kam er bei den Olympischen Spielen in Los Angeles über 1500 m erneut nicht über die erste Runde hinaus. Beim Cross der Nationen 1939 belegte er für Wales startend den 44. Platz.
1930, 1931 und 1933 wurde er Englischer Meister im Meilenlauf.
Der Angehörige der Royal Air Force starb bei einem Flugzeugabsturz.

## Persönliche Bestzeiten
- 800 m: 1:53,6 min, 28. Juli 1929, Colombes
- 1500 m: 3:53,5 min, 5. September 1937, Helsinki
- 1 Meile: 4:13,4 min, 25. Mai 1931, London